# Réseau du Rupt-du-Puits
Avec plus de 17 kilomètres de galeries explorées et topographiées, le réseau du Rupt-du-Puits est le plus important réseau souterrain naturel du Bassin parisien. Ce système est la 45e plus longue cavité de France et la 10e par la longueur de son siphon principal, d'un développement noyé de 1 770 mètres (longueur totale noyée par les siphons successifs : 2 950 mètres).

## Description

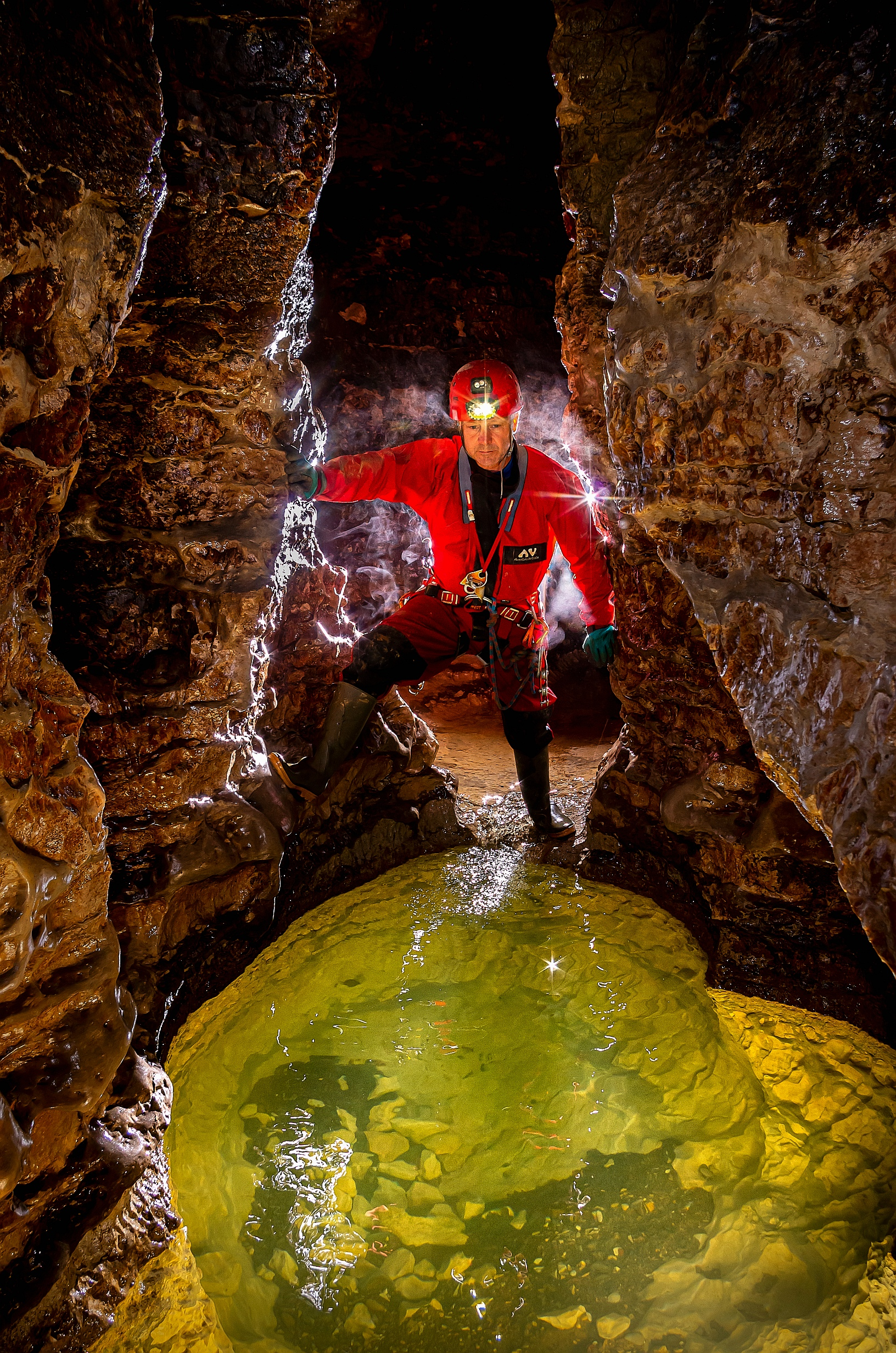
Première marmite de la « galerie des Marmites » dans le réseau du Rupt-du-Puits.

La rivière souterraine du Rupt-du-Puits résurge de manière permanente au Rupt-de-Frainiau  situé à Beurey-sur-Saulx (Meuse). La vasque du Rupt-du-Puits, située sur la même commune sous un ouvrage maçonné d'une ligne de chemin de fer désaffectée, est un exutoire de crue : bien que toujours en eau, cette exsurgence ne coule qu'en période de crue et alimente alors la Saulx.
L'entrée naturelle historique du réseau du Rupt-du-Puits est le siphon aval situé au niveau de la vasque du Rupt-du-Puits. Depuis 2003, le réseau du Rupt-du-Puits est relié par les siphons amont au gouffre de la Béva, situé sur le territoire de la commune de Trois-Fontaines dans la Marne. Le gouffre de la Béva est donc une seconde entrée naturelle amont à la rivière souterraine du Rupt-du-Puits.
Le réseau non noyé se compose, en aval, d'une galerie principale, nommée collecteur A.S.P.R.P. et de plusieurs affluents (affluent des Dents de requins, affluent des Meilleurs, affluent de la Grande cheminée, galerie du Silence, affluent des Marmites, affluent Bertrand Léger, etc.) et du gouffre de la Béva en amont. 
Depuis 1975, le forage d'un puits artificiel de 0,85 m de diamètre, sur le territoire de la commune de Robert-Espagne, assure aux spéléologues non plongeurs un accès à la partie non noyée aval du réseau, sans passer par le siphon aval situé à la vasque du Rupt-du-Puits. Les galeries non noyées de cette partie du réseau s'achèvent sur des branches siphonantes.

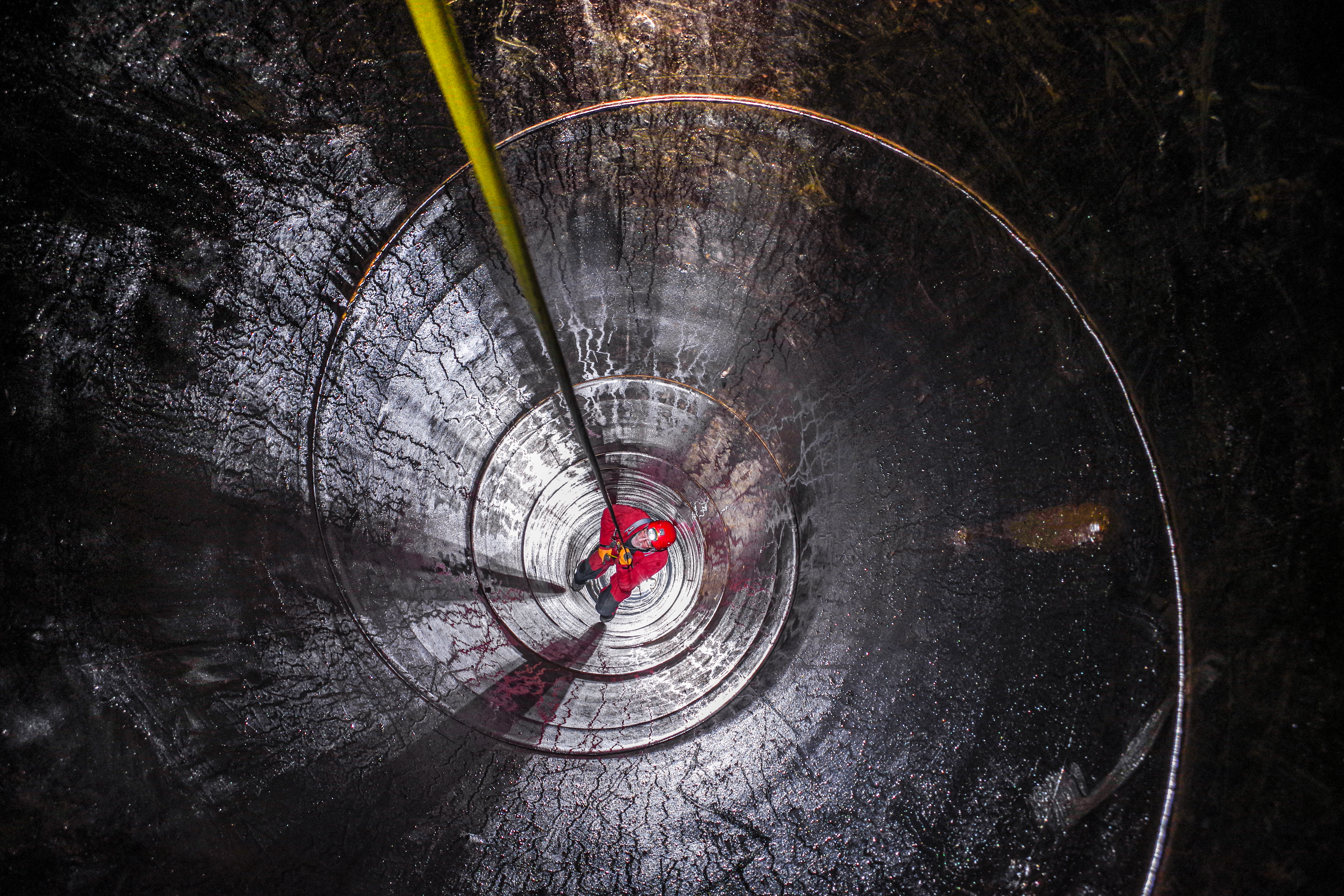
Le forage artificiel de 48 mètres de verticale absolue du Rupt du Puits.

L'ensemble du réseau s'étend sous trois communes et deux départements de la région Grand Est.
Le dénivelé total est de 53 m entre l'entrée de la Béva (altitude : 213 m) et la vasque du Rupt-du-Puits (altitude : 160 m).

## Histoire

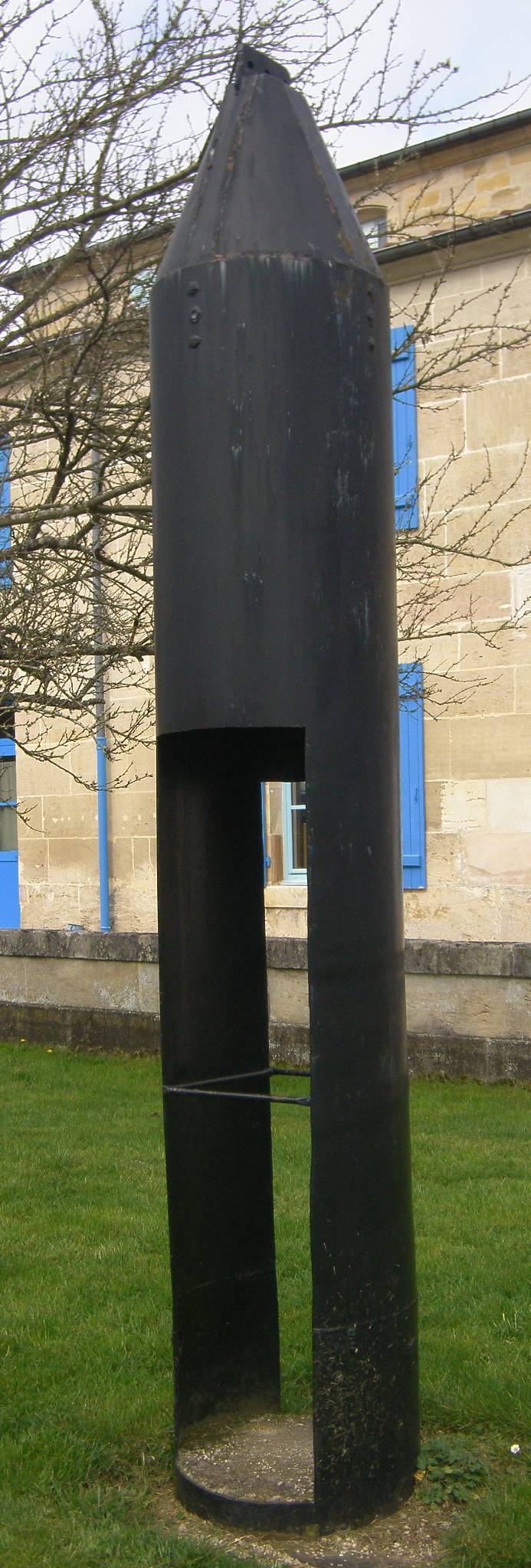
Nacelle qui permit les premières descentes dans le puits artificiel du réseau du Rupt-du-Puits.

En 1962, François Descaves (°1926 - †2006) publie un article qu'il conclut en signalant l'émergence du Rupt-du-Puits comme intéressante à plonger : « Enfin, à Robert-Espagne, le Rupt-du-Puits (SD 3414) et le Rupt-de-Freiniau (SD 3410), mériteraient une tentative de plongée souterraine. » Cette communication attire, durant l'été 1966, Bertrand Léger (°1947 - †1984), spéléo-plongeur du Camping club de France (Paris), qui désobstrue l'entrée du laminoir ennoyé à une profondeur de 7 mètres.
L'année suivante, les explorations prennent leur essor avec une petite équipe composée de Bertrand Léger et Jacky Bourgin (°1951 - †2010), Jean-Louis Camus, Patrice Lucion et Gérard Paquin, du Groupe spéléologique de Fains-les-Sources (G.S.F.). Finalement, Camus et Paquin franchissent le siphon (prof. : −4 m ; dév. : 445 m) le 15 novembre 1971. Le lendemain, Bourgin et Lucion explorent 1,7 kilomètre de galerie dans le réseau du Rupt-du-Puits et butent sur le siphon amont. Pendant les deux années qui suivent, ces cinq spéléo-plongeurs, accompagnés d'autres plongeurs comme Yves Aucant ou Jacques de Schryver, explorent et topographient le réseau (dév. : 10 650 mètres), ce qui en fait à cette époque le plus grand réseau post-siphon connu du monde.
Devant le potentiel de cette ressource en eau, et grâce à la persévérance de François Descaves, hydrogéologue à la direction départementale de l'agriculture de la Meuse, un forage de sondage (prof. : 45 m ; diam. : 130 mm) est réalisé à l'extrémité du siphon aval en 1973. En 1975 ce forage est élargi (diam. : 850 mm) afin de permettre à des non-plongeurs de pénétrer dans le réseau. Au début, la descente s'effectuait à l'aide d'une nacelle, descendue et remontée par une grue ; la nacelle est visible sur le terrain de la Maison lorraine de la spéléologie (M.L.S.). C'est le B.R.G.M. qui conduit l'expertise scientifique. Le rapport d'Henri Paloc (°1930 - †2021) se conclut par l'affirmation du peu d'intérêt pour l'accès à l'eau ou pour une grotte touristique, mais précise : « Il faut absolument confier la gestion de cet accès aux spéléos locaux pour qu'ils poursuivent les explorations du réseau. »
Les explorations et découvertes se poursuivent alors et permettent de découvrir de nouvelles galeries, portant le développement total du réseau du Rupt-du-Puits à 11,4 kilomètres. Parallèlement aux explorations des spéléologues, les spéléo-plongeurs Gérard Ancerment, Jacky Bourgin et P. Lucion, fondateurs en 1973 de l'Association des spéléo-plongeurs du Rupt-du-Puits (A.S.P.R.P.) à la suite de la dissolution du G.S.F., se lancent dans le siphon amont qui, au bout d'une soixantaine de mètres, débouche sur une nouvelle galerie puis dans un nouveau siphon exploré sur 500 mètres en septembre 1976.
Entre 2000 et 2003, Michel Pauwels, spéléo-plongeur belge, explore progressivement le siphon amont et relie physiquement le réseau du Rupt-du-Puits au gouffre de la Béva, portant ainsi le développement total de ce nouveau système à environ 17,4 km.
C'est à la détermination de François Descaves, père de la spéléologie meusienne et du Rupt-du-Puits, que sont dues les explorations du Rupt-du-Puits puis la réalisation du forage qui permet aujourd'hui un accès aisé à la partie aval de la rivière.

## Karstologie
Les travaux de Stéphane Jaillet menés à la fin du XXe siècle ont permis de démontrer :
- des phénomènes d’érosion régressive, par exemple au niveau de la « cascade »,
- un phénomène de capture du drain des Meilleurs par le collecteur principal du Rupt-du-Puits, dû à une érosion régressive.

## Archéologie - Paléontologie
De nombreux fossiles sont visibles dans le réseau du Rupt-du-Puits, notamment une quantité importante de dents de requins dans la galerie éponyme. De nombreuses pièces sont visibles dans le musée privé de Jean-Luc Armanini à L'Isle-en-Rigault.
Plusieurs pièces d'origine préhistorique (éclats à talon facetté, pointe moustérienne, racloir à retouches bifaciales à talon punctiforme) ont été découvertes dans les alluvions du réseau et proviennent d'un gisement de surface lessivé par les eaux d'infiltration. De même du matériel osseux d'une faune relativement moderne (bœuf, porc, âne, chat, blaireau) a été retrouvé dans le lit de la rivière.

## Biologie
Avec les crues, une faune importante est transportée dans le réseau, composée essentiellement de batraciens (crapauds, grenouilles) et d'urodèles (salamandres).
On trouve également une faune cavernicole terrestre composée de coléoptères (Pterostichus), collemboles (Folsomia, Onychiurus et Pseudosinella) et diplopodes (Tachypodoiulus niger), et aquatique composée d'amphipodes (Niphargus), notamment au fond de la galerie des Macaronis (Rupt-du-Puits) et dans le gouffre de la Béva, et isopodes (Caecosphaeroma),,.

## Conditions d'accès
Le forage du Rupt-du-Puits étant la propriété de l'Office national des forêts, il est fermé à clef. Son accès est possible grâce à une convention signée par la Ligue Grand Est de spéléologie avec l'O.N.F. qui garantit le libre accès aux spéléologues licenciés. La clé est disponible pour tout spéléologue licencié dans une fédération européenne à la Maison lorraine de la spéléologie.

## Sentier karstique du Rupt-du-Puits
Le sentier karstique du Rupt-du-Puits se situe dans la forêt domaniale de Jean d'Heurs, qui est le prolongement meusien du massif de Trois-Fontaines. Au niveau de sa richesse écologique, elle est répertoriée en zone naturelle d'intérêt écologique, faunistique et floristique et est contigüe au site Natura 2000 de Trois-Fontaines.
Le départ du sentier s'effectue depuis la commune de Robert-Espagne, il se situe sur la route allant à Trois-Fontaines à la sortie du village de Robert-Espagne au lieu-dit Croix du Bois.